# Bački Jarak
Bački Jarak (serbocroata cirílico: Бачки Јарак; alemán: Jarek) es un pueblo de Serbia perteneciente al municipio de Temerin en el distrito de Bačka del Sur de la provincia autónoma de Voivodina.
En 2011 tenía 5687 habitantes, casi todos étnicamente serbios.
Hasta el siglo XVIII, este lugar era un terreno rústico perteneciente al señorío de Futog, donde había dos pequeñas aldeas llamadas "Veliki Irišac" y "Mali Irišac". El actual pueblo fue fundado en 1787 por suabos del Danubio y fue un asentamiento de mayoría étnica alemana hasta mediados del siglo XX, cuando tuvo lugar la expulsión de alemanes tras la Segunda Guerra Mundial. En 1946-1947, el asentamiento fue repoblado por serbios procedentes de Bosanska Krajina y Lika.
Se ubica en la periferia meridional de Temerin, sobre la carretera 102 que lleva a la capital provincial Novi Sad.